# Yuan Wenqing
Yuan Wenqing es un ex atleta de wushu taolu de China. Conocido como el «Príncipe de Wushu», Yuan se convirtió en uno de los mejores atletas de wushu de todos los tiempos. Yuan fue el campeón del mundo en 1993 y 1997 por haber ganado medallas de oro en changquan y daoshu en el Campeonato Mundial de Wushu. Él también ganó dos medallas de oro en changquan en los Juegos Asiáticos de 1990 y 1994 y fue el campeón asiático en 1989. Sus rutinas de changquan y gunshu todavía se utilizan en el primer conjunto de rutinas internacionales hecho de la Federación Internacional de Wushu. 